# Věžníkové z Věžník
Věžníkové z Věžník byli starý český vladycký rod, který povýšil do panského stavu. Své jméno odvozovali podle tvrze a vsi Věžníky nedaleko Vlašimi.

## Historie

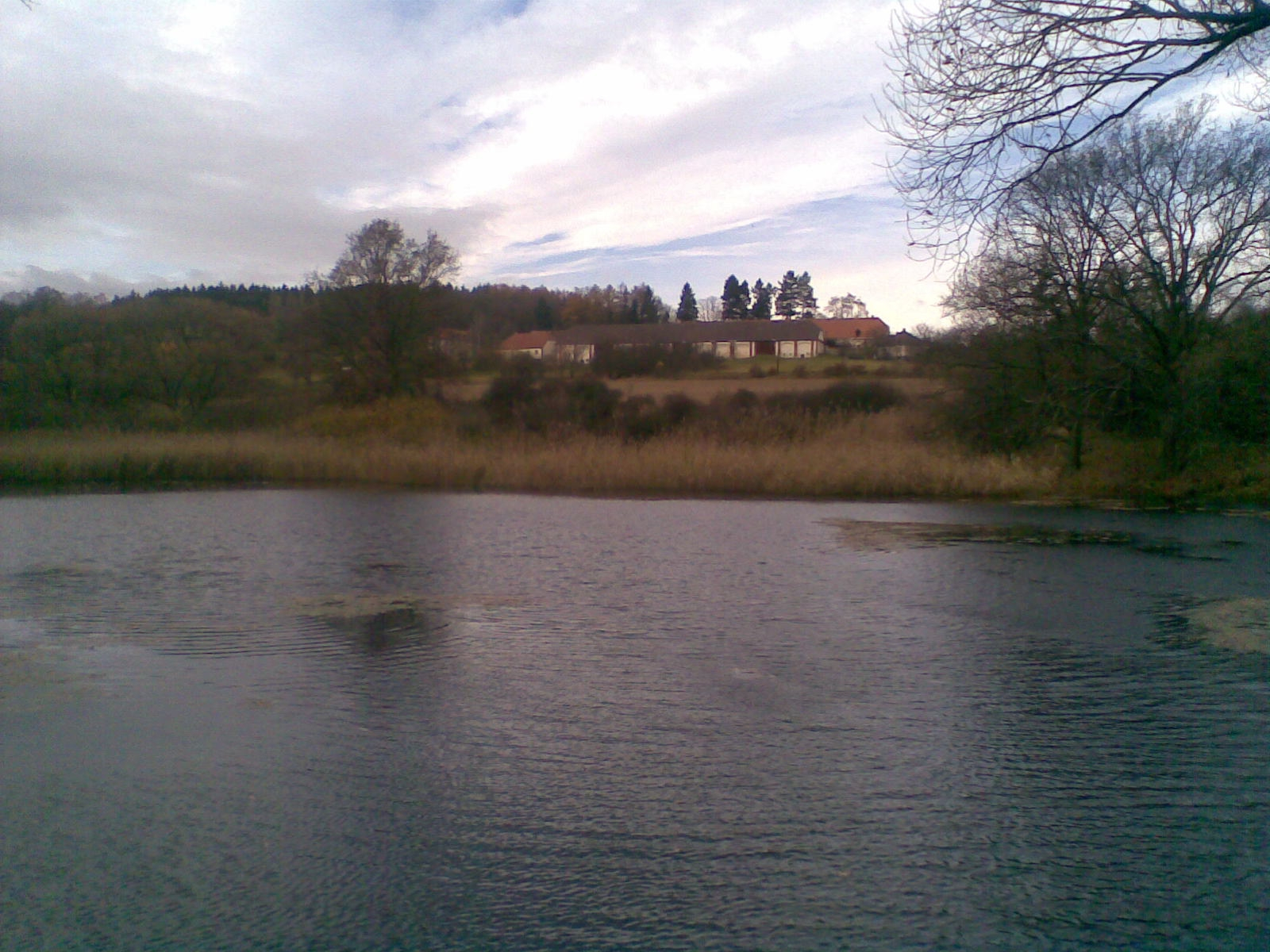
Statek Věžníky u Vlašimi. Pohled z hráze rybníčka Lačnov. Vlevo za stromem je bývalá tvrz, později špejchar, nyní opět obytná část

Vesnici Věžníky držel rod od konce 14. století do poloviny 16. století, poté se rozdělili na dvě větve, z nichž jedna se usadila na Moravě, kde získala statky na jihu markrabství. Adam Věžník tu povýšil do panského stavu a získal panství Trnávka s hradem Cimburkem. Zemřel roku 1619 a za jeho věrnost císaři za stavovského povstání byl ještě roku 1647 byl povýšen jeho syn do panského stavu. Moravská větev rodu však v 18. století vymřela.
Česká větev zůstala ve Věžníkách, k nimž přikoupili ještě okolní vsi, během třicetileté války se dále rozdělila na několik větví. Všichni členové rodu byli věrni císaři, jedinou výjimkou byl Odolen Věžník, který se ale brzy vrátil z emigrace a později si v císařské armádě vysloužil milost. Česká linie vymřela začátkem 19. století.

## Osobnosti rodu

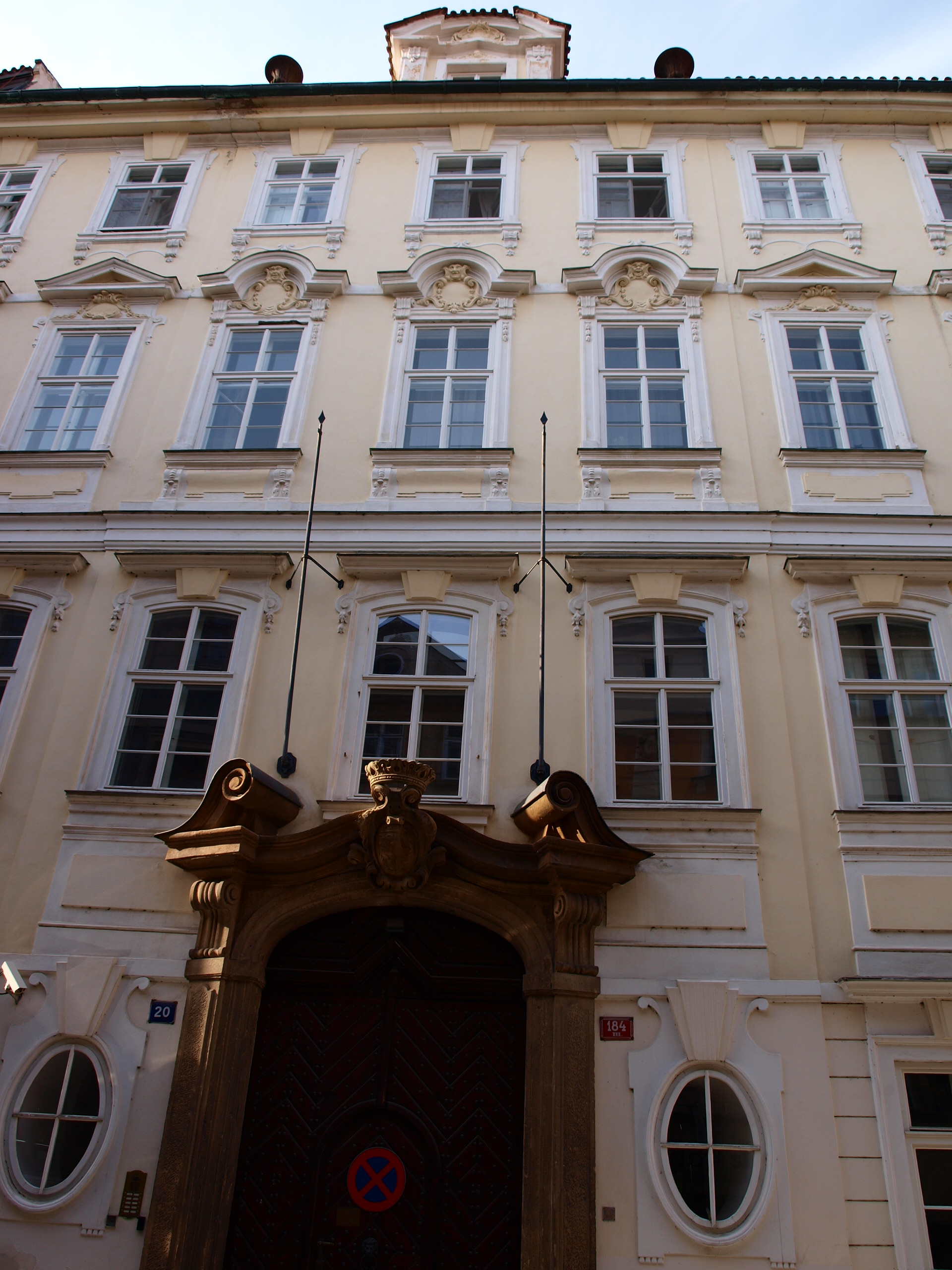
Barokní palác Věžníků na Malé Straně v Praze

- Václav Rudolf z Věžník i se svými potomky byl za věrnost habsburskému panovníkovi v roce 1658 povýšen do panského stavu a v roce 1655 se stal místolovčím Království českého, čímž do erbu získal lovecké trubky.
- Jeho syn Bernard František (1651–1714) byl hejtmanem čáslavského kraje a zemským soudcem. Působil v císařských službách, za což byl odměněn povýšením do hraběcího stavu. Roku 1679 koupil zpustlé novodvorské zboží u Kutné Hory a na pobořených stavbách dal postavit zámek se dvěma galeriemi a kostelem sv. Martina. Dne 11. dubna 1701 povýšil císař Leopold I. Nové Dvory na městečko.[1] Byl donátorem 19. kaple poutní Svaté cesty z Prahy do Staré Boleslavi, založené jezuity roku 1674.
- František Xaver Věžník († 1789) zdědil statky Všelisy, Bukovany, působil jako hejtman Nového Města pražského, zemský soudce a nejvyšší hofmistr. Měl důvěru jak Marie Terezie, tak Josefa II. Jediný z početné rodiny zplodil syna, Emanuela, kterým rod vymřel.

## Erb
V původním modrém štítu nosili stříbrnou hlavu honicího psa, který byl nazýván věžník. Při povýšení obdrželi zlaté lovecké trubky, černou orlici a do červeného srdečního štítku zlatého lva.

## Příbuzenstvo
Spojili se se Zásmuckými ze Zásmuk, Kořenskými z Terešova, Švihovskými z Rýzmberka, Kaplíři ze Sulevic, či Šporky.